# Arrow (Warwickshire)
Pour les articles homonymes, voir Arrow.
Arrow est un village du Warwickshire, en Angleterre.